# Angle de Cobb

Mesure de l'angle de Cobb à 89° d'une lévoscoliose.

L'angle de Cobb est une mesure des troubles de flexion de la colonne vertébrale tels que la scoliose et les déformations traumatiques.

## Définition et méthode
Il est défini comme le plus grand angle dans une région particulière de la colonne vertébrale, lorsqu'il est mesuré du plateau supérieur d'une vertèbre supérieure au plateau inférieur d'une vertèbre inférieure. Cependant, les plaques d'extrémité sont généralement parallèles pour chaque vertèbre, de sorte que toutes les sources n'incluent pas l'utilisation d'une plaque d'extrémité supérieure par rapport à une plaque d'extrémité inférieure dans la définition.
Sauf indication contraire, il est généralement présumé de se référer aux angles dans le plan coronal, comme la radiographie projectionnelle en vue postéro-antérieure. En revanche, un angle de Cobb sagittal est celui mesuré dans le plan sagittal comme sur les radiographies latérales.
Les angles de Cobb sont de préférence mesurés en position debout, car la position allongée diminue les angles de Cobb d'environ 7 à 10°.

## Usages
C'est une mesure courante de la scoliose.
L'angle de Cobb est également la méthode préférée de mesure de la cyphose post-traumatique dans une méta-analyse récente des classifications des fractures traumatiques de la colonne vertébrale.

## Gravité
| Gravité          | Angle de Cobb |
| ---------------- | ------------- |
| Pas de scoliose  | <10°          |
| Scoliose légère  | 10–30°        |
| Scoliose modérée | 30–45°        |
| Scoliose sévère  | >45°          |

Ceux qui ont un angle de Cobb supérieur à 60° ont généralement des complications respiratoires.
Les cas de scoliose avec des angles de Cobb entre 40 et 50° à la maturité squelettique progressent en moyenne de 10 à 15° au cours d'une vie normale. Les angles de Cobb de plus de 50° à la maturité squelettique progressent d'environ 1 à 2° par an.

## Historique
L'angle de Cobb porte le nom du chirurgien orthopédiste américain John Robert Cobb (1903-1967), qui était à l'origine utilisé pour mesurer la déformation du plan coronal sur des radiographies avec des projections antéro - postérieure pour la classification de la scoliose. Il a ensuite été adapté pour classer les déformations dans le plan sagittal, en particulier dans le cadre de fractures traumatiques du rachis thoraco-lombaire.